# Otto Neumaier
Otto Neumaier (* 1951 in Dornbirn) ist österreichischer Philosoph und Professor an der Universität Salzburg.

## Leben und Wirken
Neumaier studierte von 1970 bis 1979 Philosophie und Germanistik an der Universität Innsbruck. Seit 1980 arbeitet er am Institut für Philosophie der Universität Salzburg, mit Schwerpunkten in den Bereichen Ethik, Ästhetik und Philosophische Anthropologie. Dort wurde er 2005 zum außerordentlichen Professor ernannt.
Neben diversen Buchpublikationen als Autor und Herausgeber fungiert Otto Neumaier auch als Mitherausgeber der Zeitschriften Conceptus, Zeitschrift für Philosophie und  Frame. The State of the Art.

## Schriften (Auswahl)

### Autor
Aufsätze
- Poppers Ontologie. In: Werner Leinfellner (Hrsg.): Sprache und Ontologie. Akten des 6. Internationalen Wittgenstein Symposiums, 23.-30. August 1981, Kirchberg am Wechsel. Hölder-Pichler-Tempsky, Wien 1982, ISBN 3-209-00422-6.
- Die Entwicklung von Wittgensteins Bedeutungstheorie. In: Paul Weingartner (Hrsg.): Erkenntnis- und Wissenschaftstheorie. Akten des 7. Internationalen Wittgenstein Symposiums, 22.-29. August 1982 Kirchberg am Wechsel. Hölder-Pichler-Tempsky, Wien 1983, ISBN 3-209-00499-4.
- Das ästhetische Vor-Urteil. In: Conceptus, Bd. 19 (1985), Nr. 46, ISSN 0010-5155
- Auf der Suche nach der verlorenen Ästhetik. In: Polyaisthesis, Bd. 1 (1986), ISSN 0259-0824
- Popper und die Frühgeschichte der Leib-Seele-Problematik. In: Conceptus, Bd. 21 (1987), Nr. 53/54, ISSN 0010-5155
- Einheit und Vielheit der Sinne. In: Christian G. Allesch, Peter M. Krakauer (Hrsg.): Polyaisthesis. Festschrift für Wolfgang Roscher zum 60. Geburtstag. VWGÖ, Wien 1987, ISBN 3-85369-671-6.
- Mentalismus in der Cognitive Science. Eine Analyse im Anschluß an Wittgenstein. In: Zeitschrift für philosophische Forschung, Bd. 43 (1989), ISSN 0044-3301
- „Les larmes“ de Lafontaine. In: Noëma, Bd. 87 (1991), Heft 35, ISSN 0256-2502
- Die Bedeutung von menschlichen und nicht-menschlichen Wesen in der Ethik. In: Hans-Joachim Elster (Hrsg.): Verantwortung von Wissenschaft, Gesellschaft und Schule für zukünftige Generationen (Schriften der Gesellschaft für Verantwortung in der Wissenschaft; Bd. 7). Schweizerbart, Stuttgart 1991, ISBN 3-510-95007-0.
- Arbeitsteilung in der Philosophie. In: Kriterion, Bd. 4 (1994), ISSN 1019-8288
- Was hat „Künstliche Intelligenz“ mit Ethik zu tun? In: Conceptus, Bd. 27 (1994), Nr. 70, ISSN 0010-5155
- Ich – der Andere. In: Margit Zuckriegl (Hrsg.): Ich ist ein Anderer. Körper, Identität, Gesellschaft. Beispiele österreichischer Fotografie aus der Sammlung „Österreichische Fotogalerie“. Rupertinum, Salzburg 1997, ISBN 3-901824-01-4 (zugl. Katalog d. gleichnam. Ausstellung, Kulturhaus Graz, 27. September bis 9. November 1997).
- Hat die Kunst für die Menschen noch Bedeutung? In: Noëma. Art Journal, Bd. 46 (1998), ISSN 0256-2502
- Enchantment and Enlightenment. In: Eva di Stefano (Hrsg.): The Shadow of the Gods. Greek Myth and Contemporary Art. Editorial Electa, Neapel 1998 (zul. Katalog d. gleichnam. Ausstellung, Civica Galleria Romano Guttuso, 9. Mai bis 12. Juli 1998).
- Porträt des Künstlers als Voyeur und Exhibitionist. In: Noëma. Art Journal, Bd. 51 (1999), ISSN 0256-2502
- Die Kunst des bloßen Gedankens. In: Edgar Morscher (Hrsg.): Bolzanos geistiges Erbe für das 21. Jahrhundert. Beiträge zum Bolzano-Symposium der ÖFG im Dezember 1998 in Wien (Beiträge zur Bolzano-Forschung; Bd. 11). Academia-Verlag, St. Augustin 1999, ISBN 3-89665-013-0.
- Möglichkeiten der Begründung moralischer Verantwortung für die Umwelt. In: Conceptus, Bd. 33 (2000), Heft 83, S. 175–214, ISSN 0010-5155
- Hybridentität in der Popularmusik und anderen Künsten. In: Joachim Brügge (Hrsg.): Coverstrategien in der Popularmusik nach 1960. Beiträge der Tagung vom 1.-2. Juni 2012 in Salzburg (Rombach-Wissenschaften; Bd. 11). Rombach-Verlag, Freiburg/B. 2013, ISBN 978-3-7930-9742-6.

Bücher
- Biologische und soziale Voraussetzungen der Sprachkompetenz. Verlag Conceptus, Innsbruck 1979, ISBN 3-900326-11-8 (zugl. Dissertation, Universität Innsbruck 1978).
- Zeichen. Gedichte und Sprüche 1974–1990. Posch, Konstanz 1991, ISBN 3-927531-01-4.
- Vom Ende der Kunst. Ästhetische Versuche. Noëma Press, Salzburg 1997, ISBN 2-901175-02-3.
- Prolegomena zu einer künftigen Ästhetik, Bd. 1: Ästhetische Gegenstände. Academia-Verlag, St. Augustin 1999, ISBN 3-89665-153-6.
- Moralische Verantwortung. Beiträge zur Analyse eines ethischen Begriffs. Schöningh, Paderborn 2008, ISBN 978-3-506-76504-8.

### Herausgeber
- zusammen mit Edgar Morscher: Philosophie als Wissenschaft. Paul Weingartner gewidmet (Philosophische Forschung; Bd. 1). Comes-Verlag, Bad Reichenhall 1981, ISBN 3-88820-000-8.
- Mind, Language and Society (Conceptus-Studien; Bd. 2). VWGÖ, Wien 1984, ISBN 3-85369-580-9.
- Wissen und Gewissen. Arbeiten zur Verantwortungsproblematik (Conceptus-Studien; Bd. 4). VWGÖ, Wien 1986, ISBN 3-85369-639-2.
- zusammen mit Karl Leidlmair (Hrsg.): Wozu Künstliche Intelligenz? (Conceptus-Studien; Bd. 5). VWGÖ, Wien 1988.
- Angewandte Ethik im Spannungsfeld von Ökologie und Ökonomie (Beiträge zur angewandten Ethik; Bd. 2). Academia-Verlag, St. Augustin 1994, ISBN 3-88345-398-6.
- zusammen mit Heinrich Ganthaler: Anfang und Ende des Lebens. Beiträge zur medizinischen Ethik. Academia-Verlag, St. Augustin 1997, ISBN 3-88345-748-5.
- zusammen mit Edgar Morscher und Peter Simons: Applied Ethics in a Troubled World (Philosophical Studies Series; Bd. 73). Kluwer, Dordrecht 1998, ISBN 0-7923-4965-2.